# 唐拉拉康
唐拉拉康，位于西藏自治区林芝市巴宜区八一镇拉丁嘎村比日山，是一座藏传佛教格鲁派寺院，始建于约公元七世纪。2014年公布为林芝县文物保护单位。

## 简介
2015年11月，西藏自治区林芝市国家安全局到喇嘛岭寺开展《中华人民共和国反间谍法》宣传教育活动，由林芝市国家安全局涉外安全保卫科工作人员负责宣讲，时长3小时，喇嘛岭寺管理委员会组织辖区内喇嘛岭寺、布久拉康、唐拉拉康三座寺庙的22位僧尼参会。同时，中共朗县县委统战部、朗县民宗局组织寺庙管理委员会、专职管理特派员的骨干干部到林芝市巴宜区喇嘛岭寺、布久拉康、唐拉拉康考察学习。
2016年西藏自治区民族团结进步表彰大会拟表彰的模范集体、模范个人候选名单中，唐拉拉康僧人扎西格乐被列为模范个人候选人。